# Escola Estel
L'Escola Estel és un edifici del municipi de Rubí (Vallès Occidental) que està protegit com a bé cultural d'interès local.

## Descripció
És un edifici cantoner, de planta rectangular amb planta baixa, pis i golfes, envoltat per un jardí. Destaca la cornisa suportada per mènsules prefabricades amb una alternança de triglifs i metopes esgrafiades amb motius florals o amb petites obertures corresponents a les golfes. La cornisa està rematada amb una balustrada de pedra artificial. A les cantonades hi ha la representació de dues pilastres properes a l'ordre toscà. Els murs estan decorats amb esgrafiats que imiten la forma de carreus. Les obertures estan emmarcades per motllures perimetrals. La façana interior del carrer nou presenta un porxo que sustenta una balconada mitjançant columnes de ferro forjat. Aquesta torre es tracta d'un exemple de grans cases d'estiueig que hi havia a Rubí a la zona de Can Bertran.